# 丁令光
丁令光（てい れいこう、永明3年（485年）- 普通7年11月15日（527年1月3日））は、南朝梁の武帝蕭衍の貴嬪（側室）。昭明太子蕭統や簡文帝の母。本貫は譙国。

## 経歴
貧農の丁仲遷の娘として樊城で生まれた。生まれたときに神光の怪異があり、紫煙が部屋に満ちたため、「光」と名づけられたと伝えられる。
同郷人と婚約していたが、14歳のときに水辺で働いていた際、雍州刺史の蕭衍に見初められ、金環をもらって妾となった。蕭衍の本妻の郗徽は令光に厳しく、奴婢のように扱ったが、令光は真面目に働いた。
永元2年（500年）、蕭衍が起兵した際、令光は最初の男子（蕭統）の出産を控えていたため、雍州の州城にとどまった。中興元年（501年）、建康が平定されると、建康に入った。天監元年（502年）5月、貴人となるよう奏上されたが、受けなかった。同年8月、貴嬪となり、顕陽殿に居住した。
仏教を篤く信じる蕭衍のために菜食の膳を勧め、受戒の日には宮殿の前に甘露が降ったとされる。
普通7年11月15日（527年1月3日）、死去した。東宮臨雲殿で通夜がおこなわれた。享年は42。諡は穆といった。簡文帝が即位すると、穆太后の諡号が贈られて追尊された。

## 伝記資料
- 『梁書』巻7 列伝第1 皇后
- 『南史』巻12 列伝第2 后妃下